# Zengo Yoshida
Zengo Yoshida (吉田 善吾, Yoshida Zengo) (14 février 1885 - 14 novembre 1966) est un amiral de la marine impériale japonaise qui fut ministre de la Marine de 1939 à 1940.

## Biographie
Né dans une famille de fermiers pauvres de la préfecture de Saga, Yoshida est adopté par une riche famille locale de marchand de riz. Il sort diplômé de la 32e promotion de l'académie navale impériale du Japon en 1904, étant classé 12e sur 190 cadets. Il sert comme aspirant sur le ravitailleur de sous-marins Karasaki (en) et le croiseur Kasuga. Il est nommé enseigne trop tard pour participer à la guerre russo-japonaise.
Yoshida étudie l'artillerie navale et les torpilles de 1906 à 1907 et est affecté sur le destroyer Asatsuyu puis sur le croiseur Hashidate (en).
Promu lieutenant en 1909, il est spécialisé dans les torpilles et sort diplômé de l'école navale impériale du Japon en 1913. Il est promu lieutenant-commandant en 1915, commandant en 1919, et sert à divers postes administratifs, principalement autour de l'entraînement. Promu capitaine en 1923, il reçoit son premier commandement en 1924 avec le croiseur Hirado (en). Il sert comme chef d'État-major du district naval de Maizuru de 1924 à 1925. En décembre 1927, il assume le commandement du cuirassé Kongō puis du Mutsu en décembre 1928.
Yoshida est promu contre-amiral le 30 novembre 1929. Il sert à de nombreux postes d'État-major jusqu'à sa promotion de vice-amiral le 15 novembre 1934. Yoshida est commandant-en-chef de la 2e flotte de 1936 à 1937 et commandant-en-chef de la flotte combinée de 1937 à 1939.
Le 30 août 1939, Yoshida devient ministre de la Marine dans les gouvernements des Premiers ministres Nobuyuki Abe, Mitsumasa Yonai et Fumimaro Konoe. En tant que ministre de la Marine, Yoshida s'oppose fermement à la signature du pacte tripartite entre le Japon, l'Allemagne nazie, et l'Italie fasciste. Il est également opposé à l'idée d'une guerre avec les États-Unis. Il est forcé de démissionner pour raisons de santé et le pacte tripartite est tout de même signé.
Yoshida est promu amiral le 15 novembre 1940. Au début de la Seconde Guerre mondiale, il est affecté au combat à la tête de la flotte régionale japonaise de Chine (en) de novembre 1942 à décembre 1943. Il sert ensuite comme membre du conseil suprême de guerre jusqu'à son retrait le 1er juin 1945.
Sa tombe se trouve au cimetière de Tama à Tokyo.

## Dans la culture populaire
Dans le film Tora ! Tora ! Tora ! de 1970, Yoshida est interprété par l'acteur Junya Usami.